# Iwan Żabriew
Iwan Andriejewicz Żabriew (ros. Иван Андреевич Жабрев, ur. 1898 w Ustiużnej, zm. 22 lutego 1939) – funkcjonariusz radzieckich służb specjalnych, major bezpieczeństwa państwowego.

## Życiorys
Urodził się w rodzinie robotnika-metalowca. W 1916 skończył szkołę w Ustiużnej, następnie kursy telegrafistów, później pracował jako telegrafista, potem został pracownikiem okręgowej łączności w Czerepowcu. Od września 1918 do września 1919 kierował wydziałem gubernialnego oddziału poczt i telegrafu w Czerepowcu, od października 1919 do maja 1920 służył w Armii Czerwonej, od maja 1920 pracował w Czeka jako pełnomocnik i od września 1920 sekretarz biura politycznego powiatowej Czeki w Ustiużnej. Od sierpnia 1918 należał do RKP(b), 1918-1923 był też członkiem Komsomołu. W maju 1921 został pełnomocnikiem gubernialnej Czeki w Czerepowcu, 20 października 1921 został przeniesiony do Nowonikołajewska (obecnie Nowosybirsk) jako pełnomocnik wydziału specjalnego gubernialnej Czeki i p.o. zastępcy przewodniczącego gubernialnej Czeki, od 15 listopada 1921 do lutego 1922 kierował tam wydziałem agentury Czeki, następnie został szefem wydziału specjalnego gubernialnej Czeki w Nowonikołajewsku. Później pracował na kierowniczych stanowiskach w gubernialnym oddziale GPU w Nowonikołajewsku, od 4 września 1925 do 16 grudnia 1926 był zastępcą szefa okręgowego oddziału GPU w Omsku, od 16 grudnia 1926 do grudnia 1930 szefem okręgowego oddziału GPU w Bijsku, w 1930 szefem okręgowego oddziału GPU w Barnaule, a od 21 października 1930 do 14 maja 1933 szefem barnaulskiego sektora operacyjnego GPU. Od 14 maja 1933 do 10 lipca 1934 był szefem tajnego wydziału politycznego Pełnomocnego Przedstawicielstwa OGPU Kraju Zachodniosyberyjskiego, a od 13 lipca 1934 do 16 sierpnia 1936 szefem tejnego wydziału politycznego Zarządu Bezpieczeństwa Państwowego (UGB) Zarządu NKWD Kraju Zachodniosyberyjskiego, 8 stycznia 1935 otrzymał stopień majora bezpieczeństwa państwowego. 
Następnie został przeniesiony do obwodu kurskiego jako zastępca szefa Zarządu NKWD (16 sierpnia-11 listopada 1936), później od 11 listopada 1936 do 14 marca 1937 pracował w moskiewskiej centrali NKWD jako szef Oddziału 1 Tajnego Wydziału Politycznego GUGB NKWD ZSRR i jednocześnie od 17 do 25 grudnia 1936 zastępca szefa Tajnego Wydziału Politycznego i od 25 grudnia 1936 do 14 marca 1937 zastępca szefa Wydziału 4 GUGB NKWD ZSRR. 
Potem skierowano go do Białoruskiej SRR na stanowisko szefa Miejskiego Oddziału NKWD w Homlu i jednocześnie szefa Wydziału Specjalnego 6 Dywizji Kawalerii (od 20 kwietnia do 7 lipca 1937), od 7 lipca do 22 listopada 1937 był szefem Wydziału 3 UGB NKWD Białoruskiej SRR i jednocześnie zastępcą ludowego komisarza spraw wewnętrznych Białoruskiej SRR, od 22 listopada 1937 do 26 lutego 1938 zastępcą ludowego komisarza spraw wewnętrznych Białoruskiej SRR, od 26 lutego do 17 listopada 1938 pełnił funkcję szefa Zarządu NKWD obwodu Kamieniec Podolski. W 1930 został odznaczony Odznaką "Honorowy Funkcjonariusz Czeki/GPU (V)", a 19 grudnia 1937 Orderem Czerwonej Gwiazdy.
17 listopada 1938 został aresztowany, a 22 lutego 1939 skazany na śmierć przez Wojskowe Kolegium Sądu Najwyższego ZSRR i rozstrzelany. Nie został zrehabilitowany.